# Софи Синан-паша
Софи Синан-паша је био један од државних службеника Османског царства.

## Животопис
Рођен је у селу Виља, а умро у Родосту, на путу за Цариград, 1615. године. У Призрену је 1615. подигао џамију под својим именом, од рушевина знаменитог Душановог манастира Св. Арханегела на ријеци Бистрици изнад Призрена. Паша је познат и као муслимански писац. Његова књига Тезаррутати Софи Синан-паша (богословско моралног садржаја) чита се међу муслиманима с посебним поштовањем. Зато је и прозван грчким називом Софи, тј. учењак, мудрац (софија је на гр. мудрост). Историчар Наима у својој историји је о њему записао: Софи Синан-паша сахибуљ-хајрат-вдел-хасанат (тј. од задужбина и богоугодних дијела) био је два пута намјесник садразма тј. вршио је дужност садразма. У турском адресару изданом 1858, у којем су пописани кратки животописи свих султана, садразама и других турских државних лица из старијих времена, говори се да је Синан паша начињен везиром 1603. године, а у 1604. (1013. по муслиманком рачунању година) био је намјесник садразма Лале Мехмед-паше. Након престанка те његове дужности, послан је са посебним задатком у Јемен, одакле се вратио у пријестоницу 1607. године. Турска историја Тарих Гјулшан-и-меариф, свједочи о томе да је овај паша 1595. године био валија (начелник области) Офена и учествовао у дунавској дружини заједно са Синан-пашом садразмом (у вријеме кад је тај садразам спалио мошти Св. Саве на Врачару у Београду).
Вршио је дужност садразма Али-паше у вријеме рата с Персијом. Био је и по други пут намјесник садразма (великог везира) 1605. г. Касније је лишен те части јер је осумњичен за одржавање тајних веза са побуњеницима из Азије. Побуњенике је писмом савјетовао да се умире и покоре султану. Након тога су му се фондови поново повећали, тј. 1615. је опет валија Офена, одакле крајем те године одлази у Стамбол, али је током пута умро у Родосту, 1615. године. Сахрањен је у турбе на 1000 корака од Галипоља у мјесту под називом Барут-хане, заједно са својом женом која је била кћи султана Бајазита. То се види из турског натписа уклесаног изнад врата тог турбета 1247. тј. 1731, кад је турбе (маузолеј) обновљено по налогу султана Махмуда који је тада посјетио град Галипоље. У близини турбета је постојала мала текија гдје је живјео један дервиш кога су Синан и његова жена изузетно поштовали. Јастребов је сматрао да је овај паша био Србин, јер је Љумска област прије исламизације и касније албанизације била чисти српски крај, што доказују и словенски називи села као и сачувани православни обичаји код исламизираног народа.